# Knut Ødegård
Pour les articles homonymes, voir Odegaard.
Knut Ødegård (né à Molde le 6 novembre 1945) est un écrivain norvégien.

## Biographie

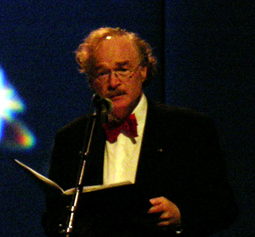
Knut Ødegård (2007)

Ødegård commence sa carrière poétique en 1967. Il a écrit des recueils de poésies, deux romans destinés aux jeunes adultes, deux romans sur l'Islande, une pièce de théâtre, etc. Ses œuvres sont traduites dans une vingtaine de langues.
Il a fondé et présidé le Bjørnson Festival, un hommage pour l'écrivain Nobel Bjørnstjerne Bjørnson.
Ødegård est le président de la Bjørnstjerne Bjørnson-Akademiet, Académie Norvégienne pour la Liberté d'Expression. Il partage sa vie entre Molde et Reykjavik.

## Poésie
(Sélection)
- 1982 : Wind over Romsdal
- 2002 : Missa
- 2005 : Judas Iscariot

## Traductions
- Une seule lanterne rouge/Pâle/et au loin (2007) - traduction Pierre Grouix et Grete Kleppen[1]

## Prix
Ødegård a reçu de nombreux prix, l'un des plus importants est l'ordre du Chevalier du Falcon d'Islande en 1995, cette année-là il fut nommé le consul général de la Norvège en Macédoine.